# Veselin Vujović
Pour les articles homonymes, voir Vujovic.
Ne doit pas être confondu avec l'autre joueur yougoslave puis serbe Veselin Vuković.
Veselin Vujović, né le 18 janvier 1961 à Cetinje, est un joueur puis entraîneur monténégrin handball. Joueur emblématique de l'équipe nationale yougoslave dans les années 1980, il est notamment champion olympique en 1984 et champion du monde en 1986. En 1988, il est le premier joueur à être élu meilleur handballeur mondial de l'année par l'IHF et également le premier gros transfert du handball lors de son passage du Metaloplastika Šabac vers le club espagnol du FC Barcelone.
Entraîneur au sang chaud, ses écarts lui vaudront de nombreuses sanctions et son parcours est très chaotique, ayant été régulièrement été démis de ses fonctions en cours de saison.

## Biographie

### Parcours de joueur

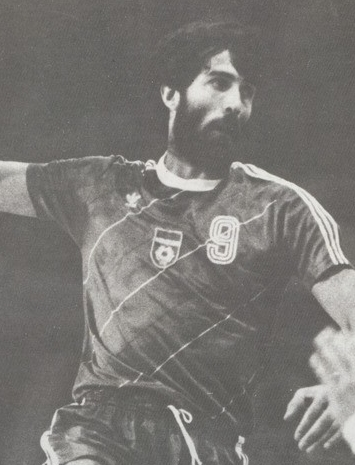
Vujović vers 1986.

Né en 1961,à Cetinje en Yougoslavie (aujourd'hui au Monténégro), il effectue une carrière sportive pleine, débutant tout d'abord au RK Lovćen Cetinje, puis en jouant 9 saisons durant au Metaloplastika Šabac, dont la plupart des joueurs jouaient aussi pour la Yougoslavie dans les tournois internationaux. De ce fait, combinant la qualité extraordinaire de l'équipe avec une synchronisation collective presque parfaite, Vujović remporte avec son club consécutivement 7 Championnats de Yougoslavie entre 1981 et 1987 et remporte la Coupe des clubs champions en 1985 et 1986 .
Avec l'équipe nationale, pour sa première compétition internationale, il remporte la médaille d'argent au championnat du monde 1982. Vainqueur des Jeux olympiques 1984 à Los Angeles face à une faible concurrence du fait du boycott d'une quinzaine de pays du bloc communiste, Vujović et les Yougoslaves démontrent que leur titre n'est toutefois pas usurpé puisqu'ils deviennent champions du monde en 1986 puis remporte la médaille de bronze aux Jeux olympiques 1988 à Séoul.
À la fin des années 1980, du fait notamment des troubles apparaissant peu à peu en Yougoslavie, Vujović choisit de s'expatrier. Il devient ainsi le joueur le plus désiré de l'époque et il était clair qu'il allait jouer dans le championnat le plus compétitif. L'Atlético de Madrid et le FC Barcelone se sont efforcés au cours des années 1987 et 1988 pour obtenir sa signature. Tandis que l'Atletico Madrid avait officiellement annoncé sa signature en août 1987, Barcelone a continué à déployer ses efforts pour enrôler le génie yougoslave. Finalement, après avoir payé 10 millions de pesetas au Metaloplastika, Vujović a été présenté en Catalogne en mai 1988, épilogue d'une lutte acharnée entre les trois clubs concernés.
Avec le Barça, Vujović a gagné quatre Championnats, une Coupe du roi et une nouvelle Coupe des clubs champions en 1991. Malheureusement, il se déchire un ligament, stoppant une carrière qui ne sera jamais la même par la suite. Malgré tout, Vujović rejoint en 1993 le BM Granollers où il a continué à apporter toute sa classe pour aider le club à remporter la Coupe de l'EHF en 1995. Il met alors un terme à sa carrière après cet ultime titre.
Pourtant, membre du staff technique de l'équipe nationale de RF Yougoslavie au championnat d'Europe 1996, Vujović est contraint de refouler temporairement le parquet du fait des blessures de Peruničić et Jovanović, remportant finalement une médaille de bronze.

### Parcours d’entraîneur
Quelques jours après avoir annoncé sa retraite en tant que joueur, Vujović a été appelé par Metaloplastika de devenir leur entraîneur. Véritable globe trotter, Vujović effectuera en tant qu'entraîneur de nombreuses piges, plus ou moins longues avec de nombreux clubs européens. 
Sélectionneur de l'équipe nationale de RF Yougoslavie aux Jeux olympiques de Sydney en 2000, il conduit la Yougoslavie en demi-finale après avoir écarté la France en quart de finale, mais termine finalement au pied du podium.
En tant qu’entraîneur, la victoire en coupe des Coupes acquise en 2002 avec Ciudad Real demeure à la fois sa plus brillante réussite et son plus grand échec. En effet, il affronte en finale de la compétition le SG Flensburg-Handewitt. Lors de la finale aller remporté 31 à 22, de nombreuses violences et altercations eurent lieu, notamment de la part de Vujović qui est suspendu de toute fonction officielle pendant 2 ans,. Ce titre a donc un goût amer pour Vujović qui doit donc quitter la nouvelle étoile montante du handball espagnol.
Entraîneur au sang chaud, ses écarts lui vaudront de nombreuses autres sanctions. Ainsi, le 23 novembre 2008, lors d'un match de coupe des Coupes avec le Vardar Skopje face aux Kadetten Schaffhouse, il insulte et s'en prend aux arbitres, ce qui lui vaut une suspension d'un an et 3000€ d'amende. Quatre ans plus tard, jour pour jour, il récidive en coupe EHF face à Magdebourg en proférant insultes et menaces envers les arbitres et est sanctionné de deux matchs et 4000€ d'amende. Enfin, à la suite des incidents ayant émaillé la finale du championnat de Macédoine 2012-2013 qu'il remporte avec le Vardar Skopje face au RK Metalurg Skopje, il est suspendu un an par la fédération monténégrine.
Il signe alors pour une saison pour le club émirati d'Al Sahaba.
En septembre 2014, il est nommé entraîneur du RK Zagreb, club croate de nouveau ambitieux après l'arrivée d'un nouveau sponsor. Rassuré sur l'ambition des dirigeants croates, son contrat a été prolongé jusqu'en 2018. 
Puis fin mai 2015, il est nommé sélectionneur de l'équipe nationale de Slovénie. Sous ses ordres lors du tournoi de qualifications, les Slovènes créent la surprise en gagnant leur billet pour la phase finale du tournoi olympique en écartant notamment l'Espagne, championne du monde 2013 et finaliste de l'Euro quelques mois plus tôt. Si le tournoi olympique est plutôt d'une belle facture -- défaite en quarts de finale face au Danemark, future champion --, le mauvais début de saison du RK Zagreb en Ligue SEHA et en Ligue des champions conduit à le club à remercier Vujović.

## Palmarès en tant que joueur

### En équipe nationale
Jeux olympiques
- médaille d'or aux Jeux olympiques 1984 à Los Angeles,  États-Unis
- médaille de bronze aux Jeux olympiques 1988 à Séoul,  Corée du Sud

Championnats du monde
- médaille d'argent au championnat du monde 1982,  Allemagne de l'Ouest
- médaille d'or au championnat du monde 1986,  Suisse
- 4e place au championnat du monde 1990,  Tchécoslovaquie

Championnats d'Europe
- médaille de bronze au championnat d'Europe 1996,  Espagne

Jeux méditerranéens
- Médaille d'or aux Jeux méditerranéens de 1983 à Casablanca,  Maroc

### En club
Compétitions internationales
- Coupe des clubs champions européens
  - Vainqueur (3) : 1985 et 1986 avec Metaloplastika Šabac et 1991 avec FC Barcelone
  - Finaliste en 1984 et 1990
- Vainqueur de la Coupe de l'EHF en 1995

Compétitions nationales
- Vainqueur du Champion de Yougoslavie (7) : 1981, 1982, 1983, 1984, 1985, 1986 et 1987
- Vainqueur de la Coupe de Yougoslavie (4) : 1980, 1983, 1984, 1986
- Vainqueur du Champion d'Espagne (4) : 1989, 1990, 1991 et 1992
- Vainqueur de la Coupe du Roi (1) : 1990

### Distinctions personnelles
- élu meilleur handballeur mondial de l'année en 1987 (1er joueur élu)
- élu sportif de l'année en Yougoslavie (1) : 1986
- élu handballeur de l'année en Yougoslavie (2) : 1986, 1988

## Résultats en tant qu'entraîneur

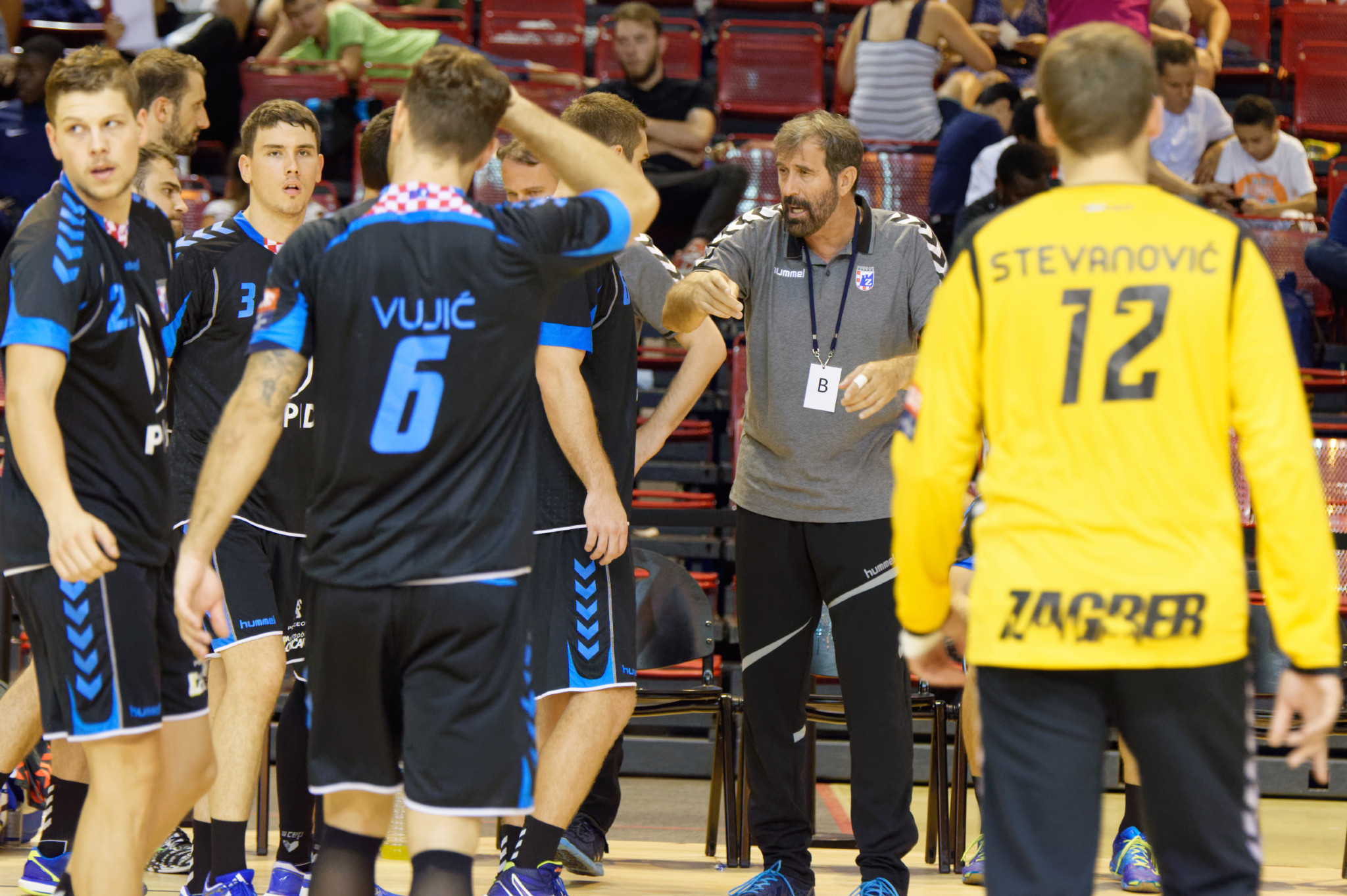
Veselin Vujović avec le RK Zagreb lors du Challenge Marrane en 2016

### En club
- Coupe des vainqueurs de coupe (1) : 2002 avec  BM Ciudad Real
- Championnat de Macédoine (1) : 2013 avec  Vardar Skopje
- Championnat de Croatie (2) : 2015, 2016 avec RK Zagreb
- Coupe de Croatie (2) : 2015, 2016 avec RK Zagreb

### En équipe nationale
- 4e aux Jeux olympiques 2000 à Sydney avec  RF Yougoslavie
- Champion du monde jeunes 2004 avec  Serbie-et-Monténégro
- Vice-champion du monde junior 2005 avec  Serbie-et-Monténégro
- 6e au championnat d'Europe 2004 avec  Serbie-et-Monténégro
- 5e au championnat du monde 2005 avec  Serbie-et-Monténégro
- 9e au championnat d'Europe 2006 avec  Serbie-et-Monténégro
- 14e au championnat d'Europe 2016 avec  Slovénie
- 6e aux Jeux olympiques de 2016 avec  Slovénie
- au championnat du monde 2017 avec  Slovénie
- 8e au championnat d'Europe 2018 avec  Slovénie
- 21e au championnat du monde 2025 avec  Qatar